# NGC 3517
NGC 3517 este o interacțiune de galaxii situată în constelația Ursa Mare. A fost descoperită în 8 aprilie 1793 de către William Herschel.